# Chandler (rivière)
Pour les articles homonymes, voir Chandler.
La rivière Chandler est un cours d'eau d'Alaska, aux États-Unis située dans l'Alaska North Slope. C'est un affluent de la rivière Colville.
Longue de 100 milles (161 km), elle prend sa source dans le lac Chandler, et coule en direction du nord-est au travers du petit lac Chandler avant de se jeter dans la rivière Colville à 17 milles (27 km) au nord-est d'Umiat.

## Affluents
- Siksikpuk
- Ayiyak

## Sources
- (en) « Chandler (rivière) », Geographic Names Information System